# Jean Ranc
Jean Ranc (Montpeller, 1674, Madrid, 1735) va ser un pintor francès.
Inicià els seus estudis en el taller del seu pare Antoine Ranc. El 1697 marxà a París i es convertí en deixeble, i posteriorment col·laborador, de Hyacinthe Rigaud. El 1703 ingressà a l'Acadèmia Reial de Pintura i d'Escultura, especialitzant-se en el retrat a partir de 1707. Gràcies a la seva relació amb Rigaud va poder realitzar diversos retrats de la família reial francesa, entre ells a Lluís XV. Ran d'aquest fet i gràcies al seu talent va aconseguir molts encàrrecs de la noblesa i va realitzar obres inspirades en l'antiguitat clàssica.
El 1722 va ser reclamat per Felip V d'Espanya i des de 1725 es convertí en el pintor de cambra de la família reial espanyola; aportà el retrat ampul·lós i artificiós francès a la cort. Moltes de les seves obres destacades quedaren en la col·lecció reial espanyola per a després passar a ser conservades al Museu del Prado.

## Galeria d'imatges

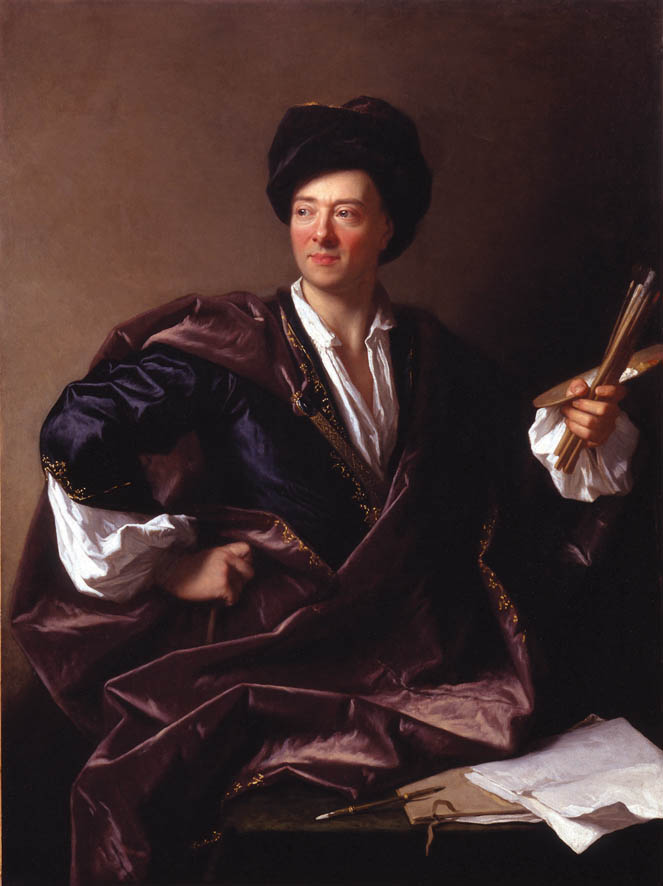
El pintor François Verdier (1703)
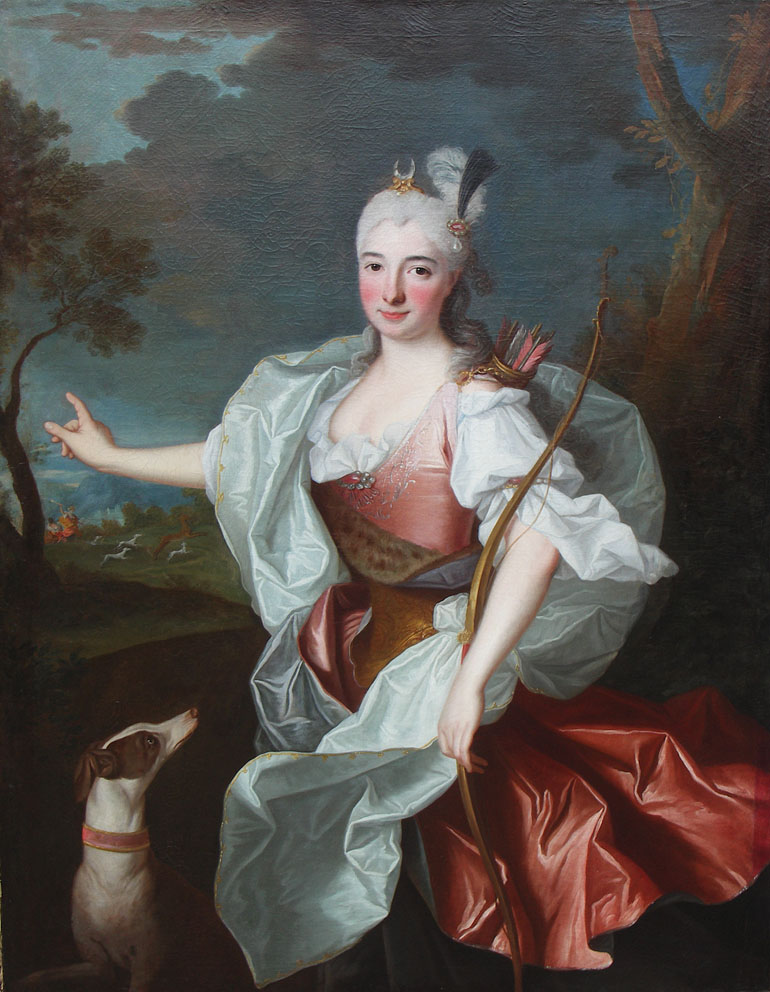
Diana (1715)
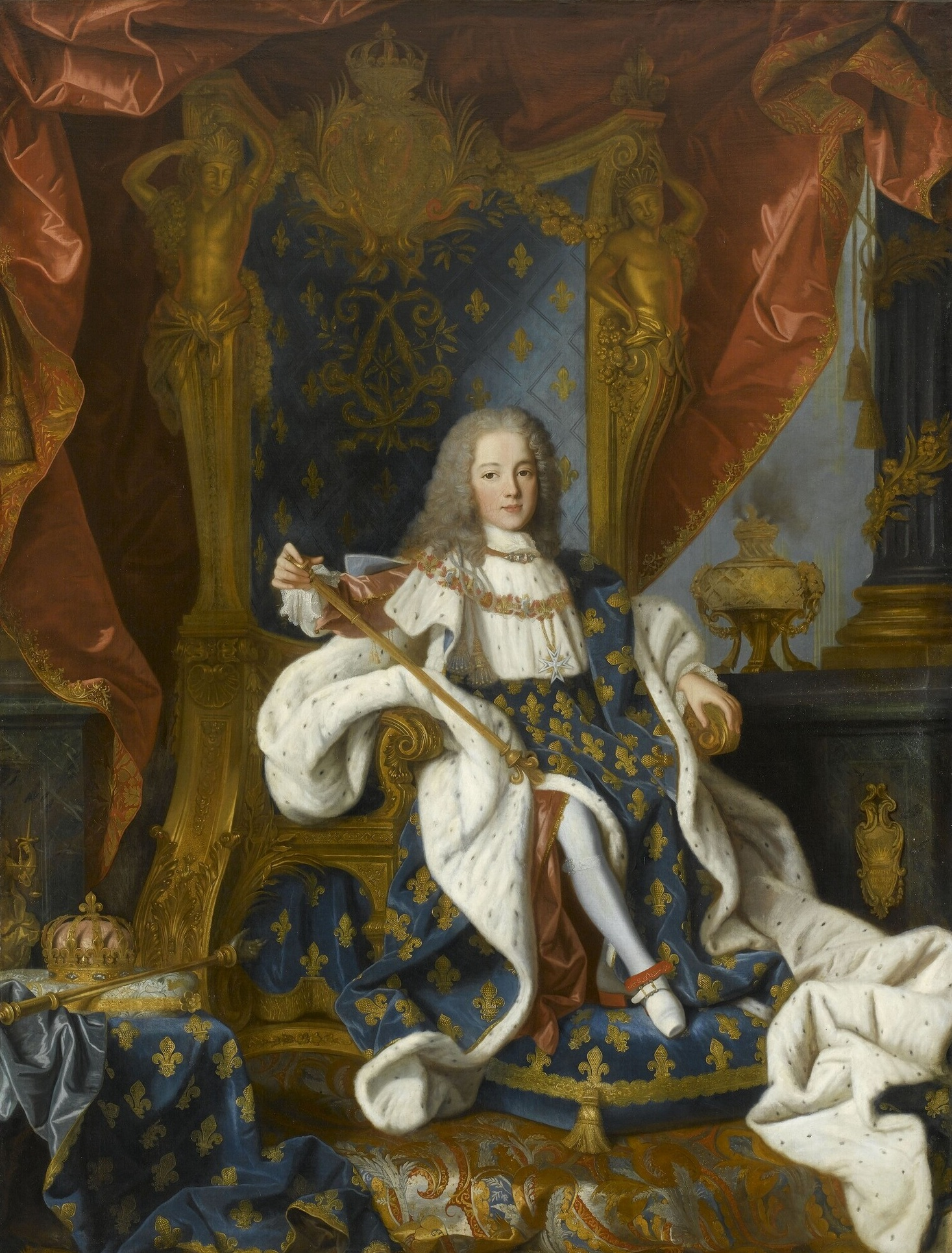
Retrat de Lluís XV (1718)
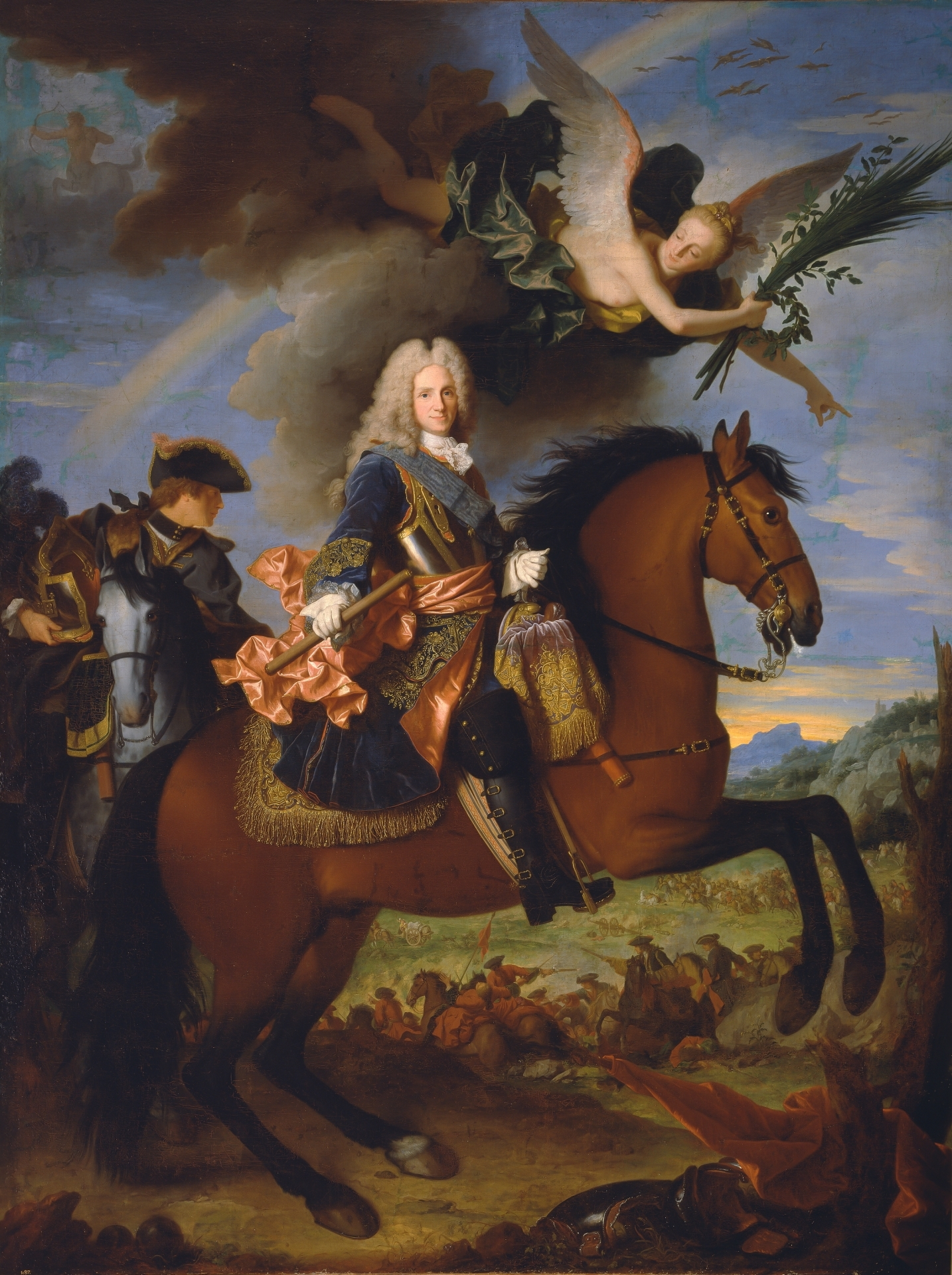
Felip V a cavall (1723)
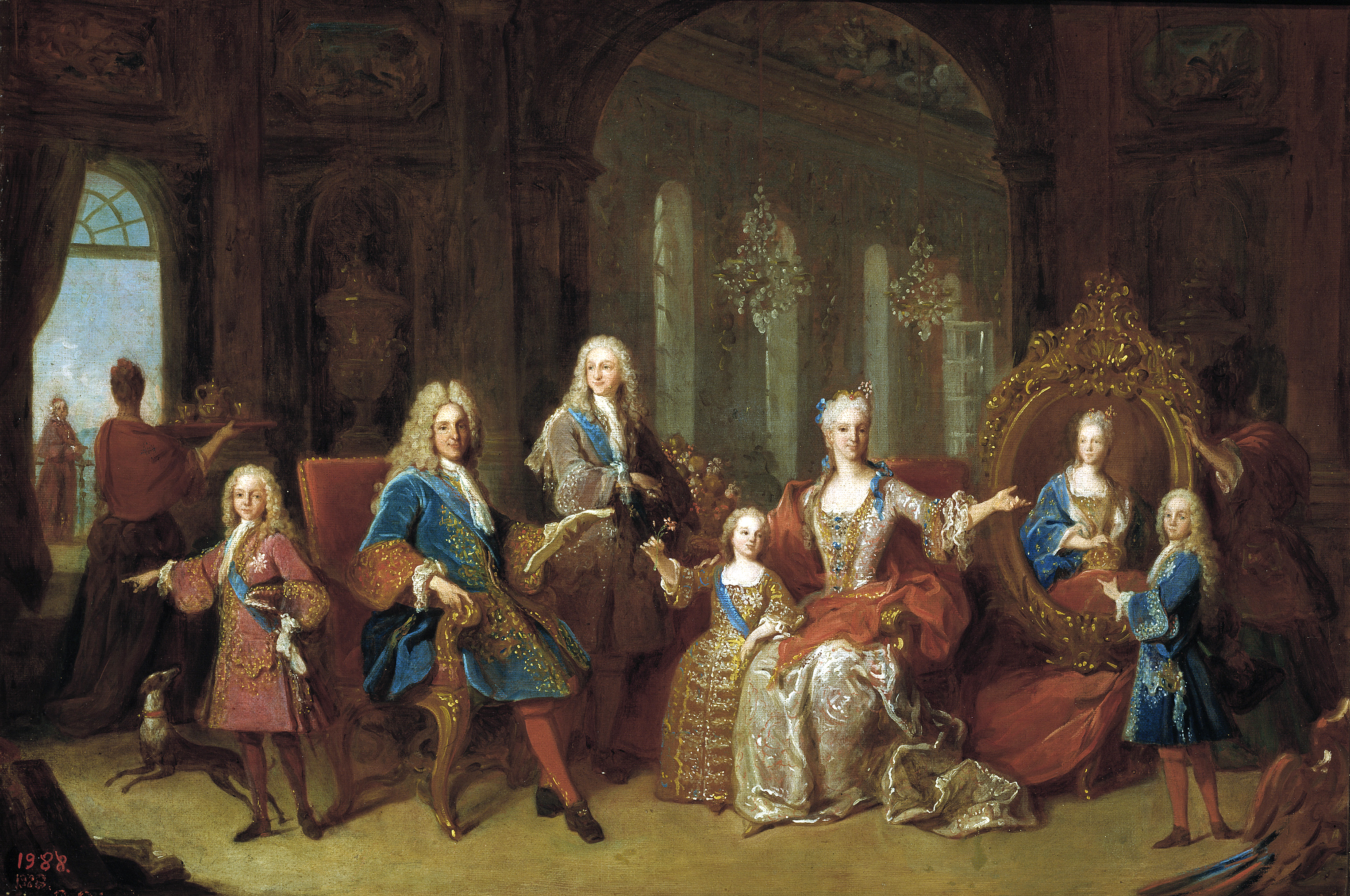
La família de Felip V (1723)
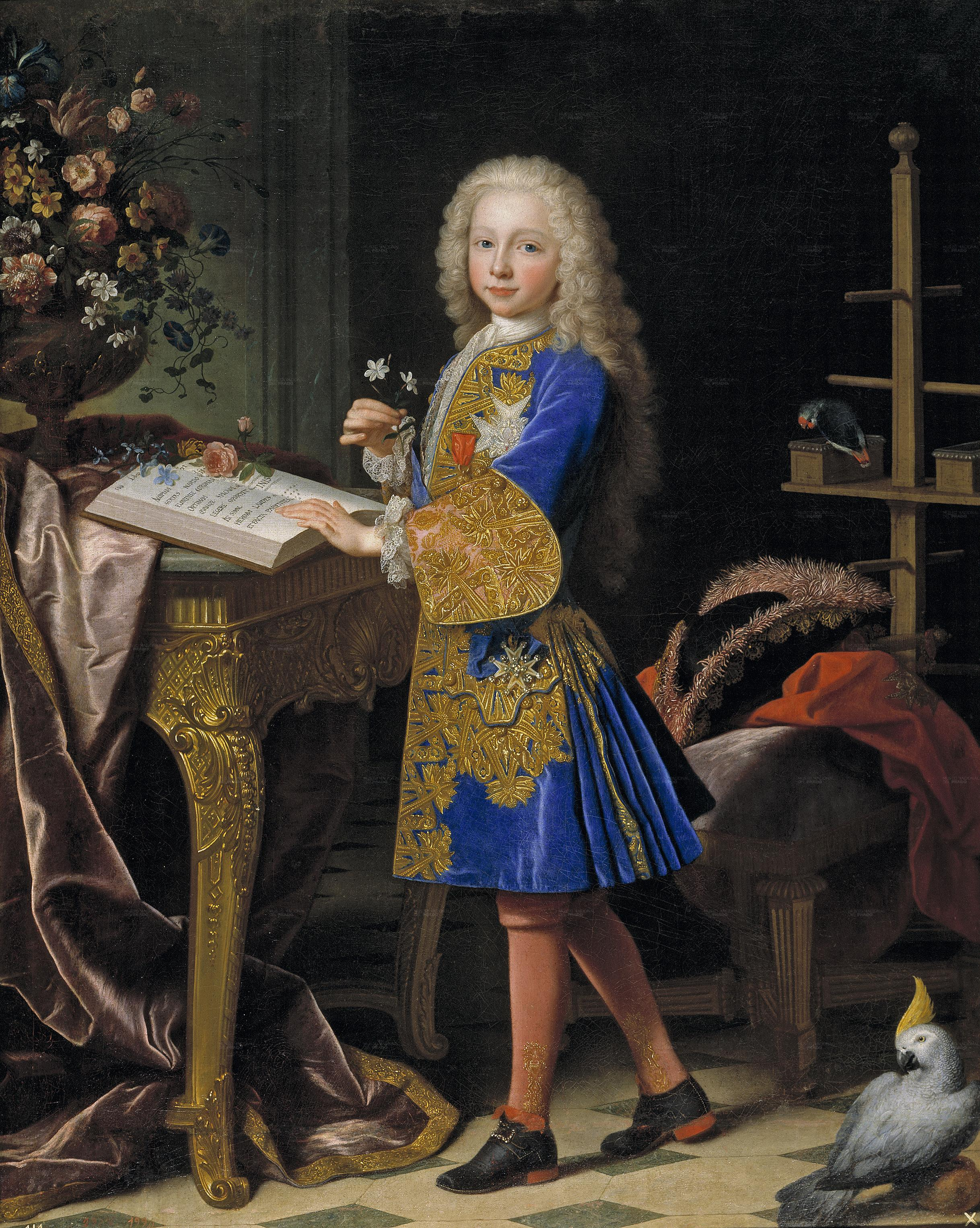
Retrat de Carles III, nen (ca. 1724)
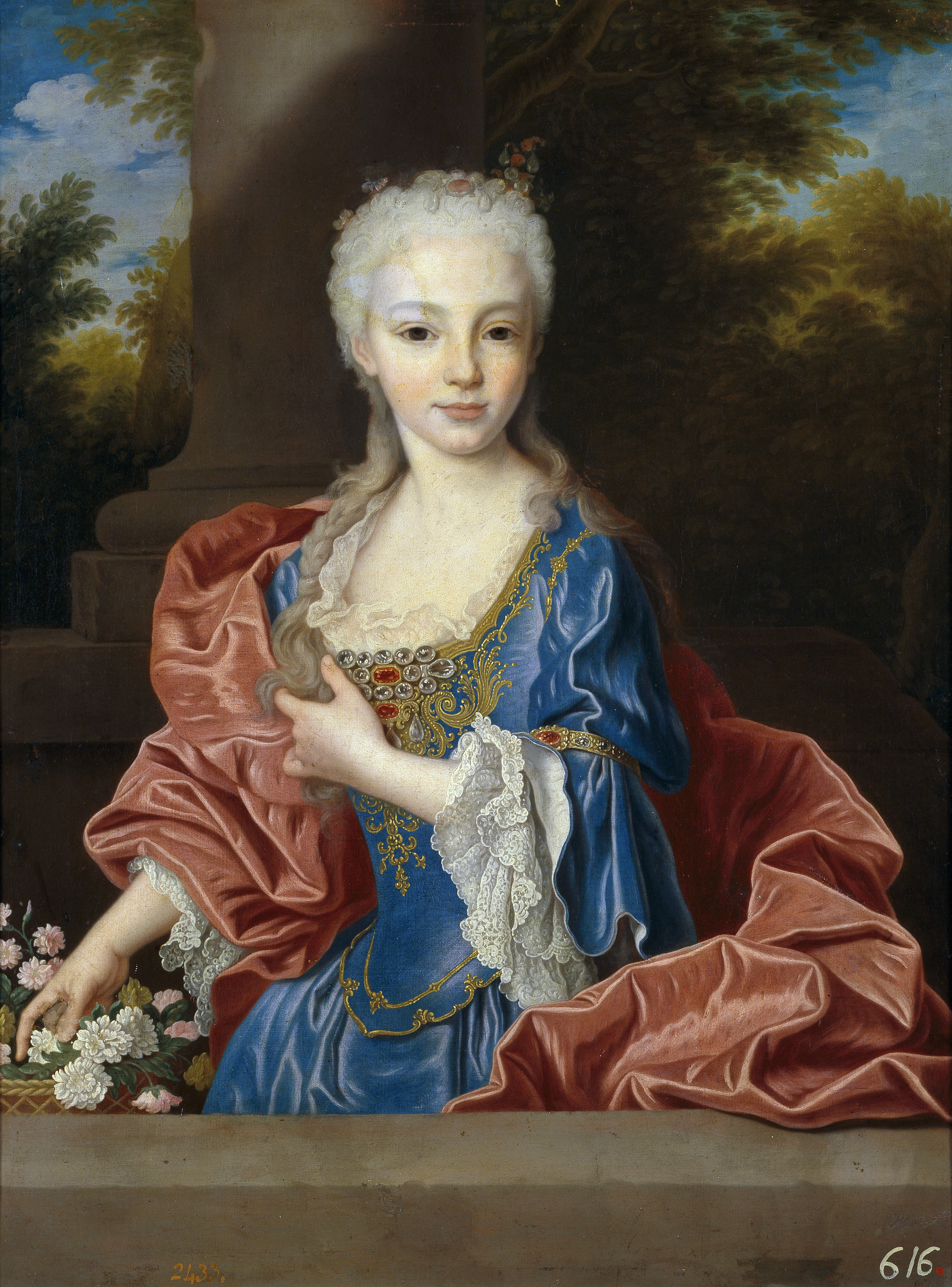
Maria Anna Victòria de Borbó (ca. 1725)
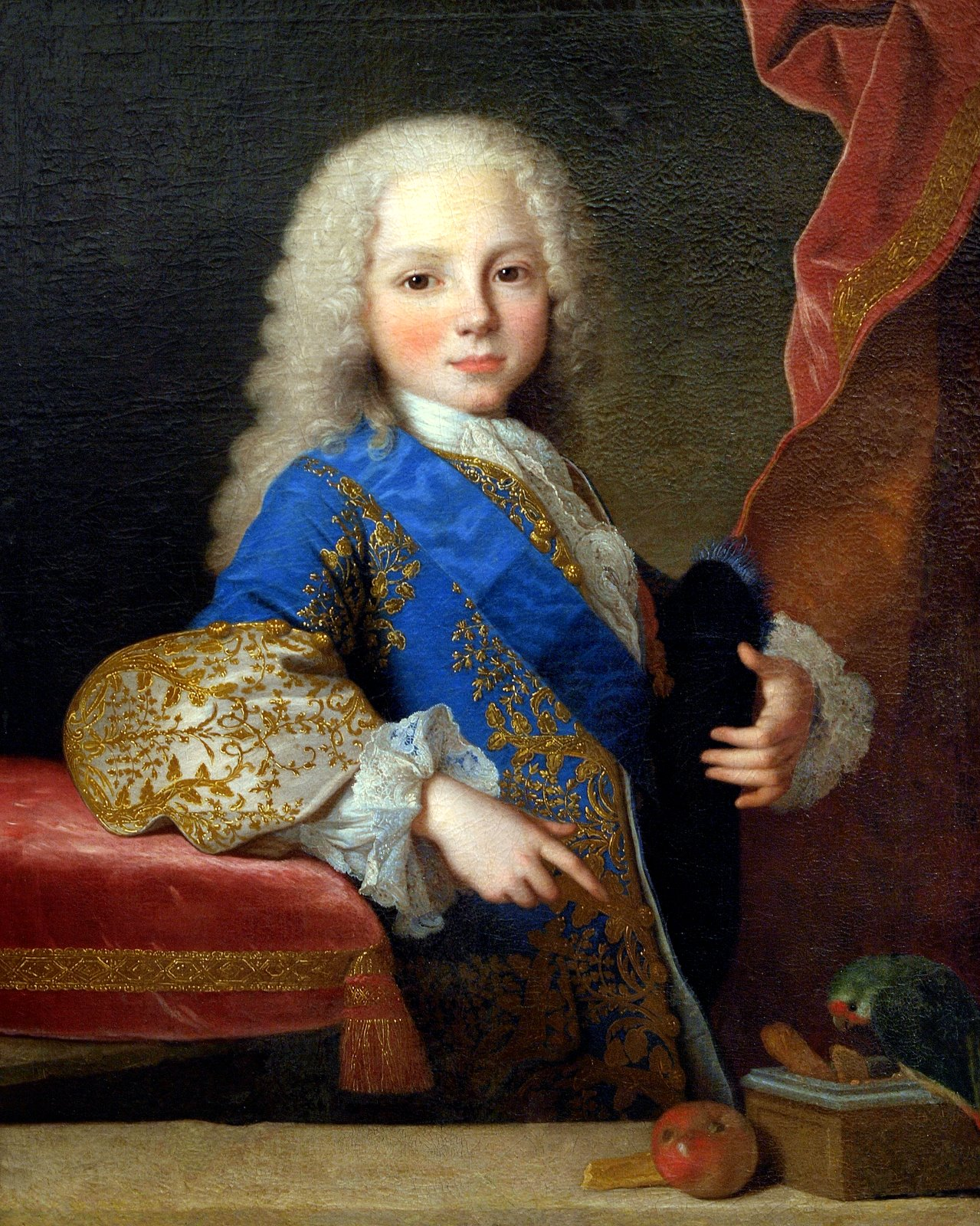
Retrat de l'Infant Felip de Borbó i Farnese (ca. 1725)
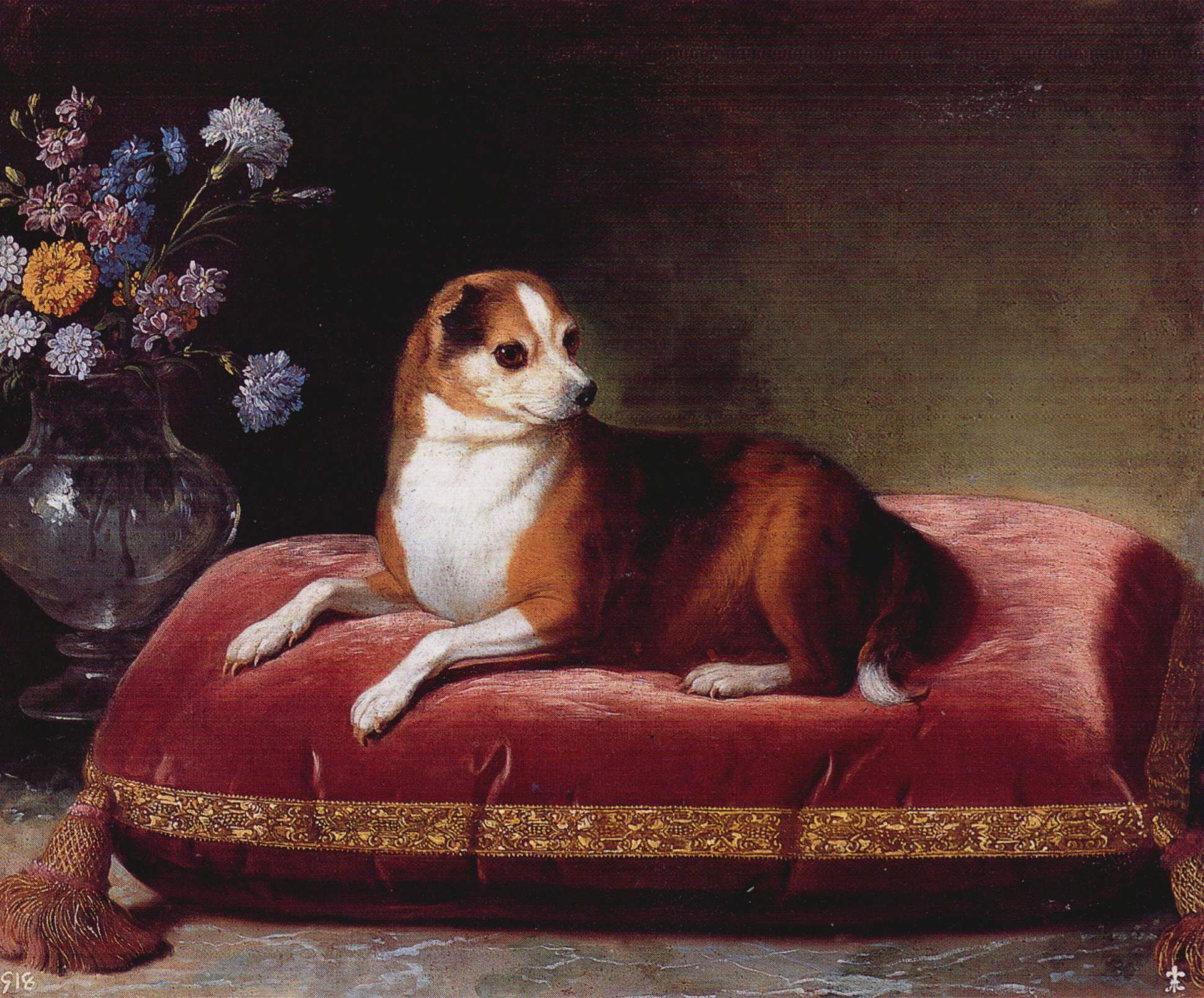
La gossa Liceta (ca. 1725)
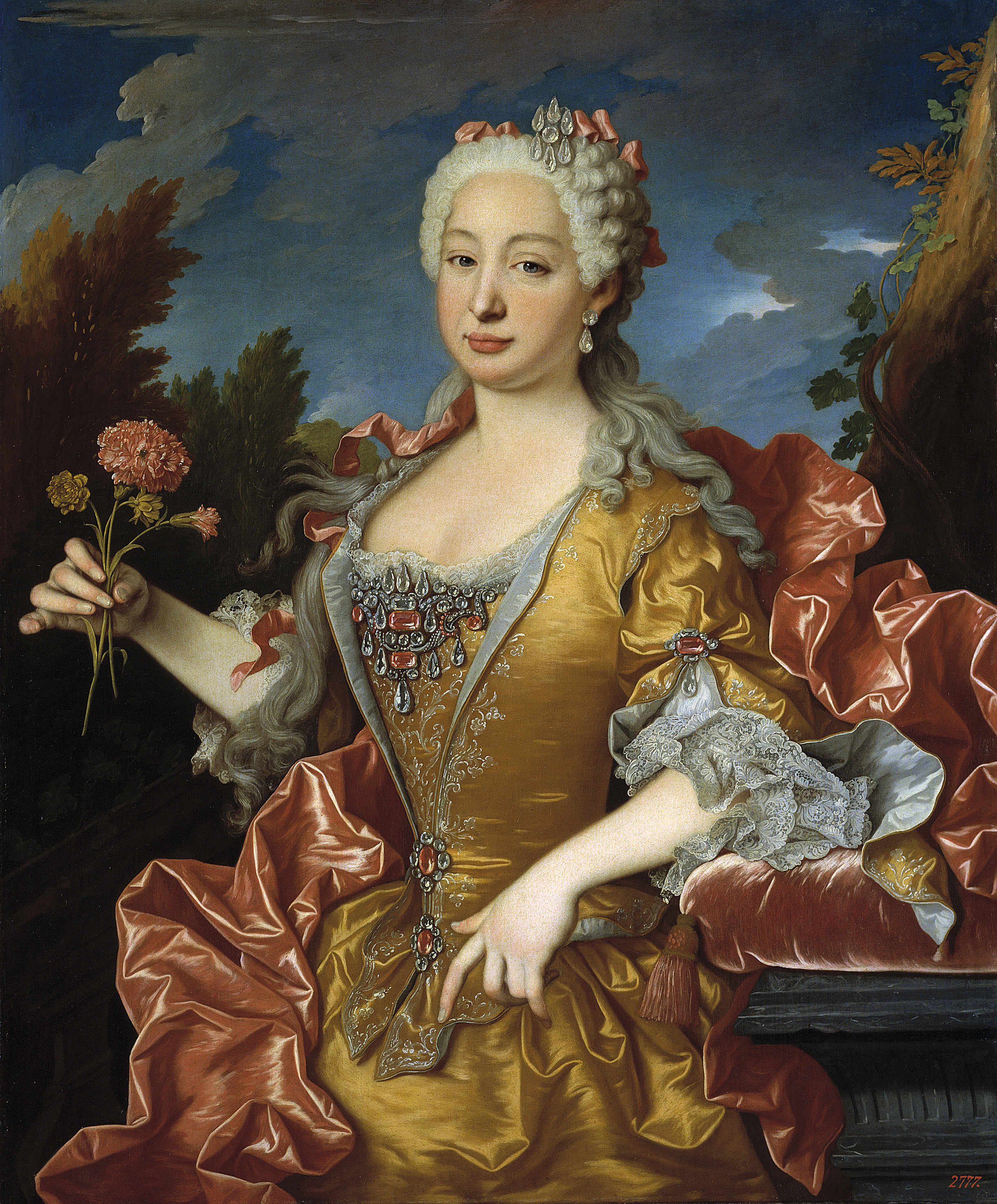
Maria Bàrbara de Bragança (ca. 1729)
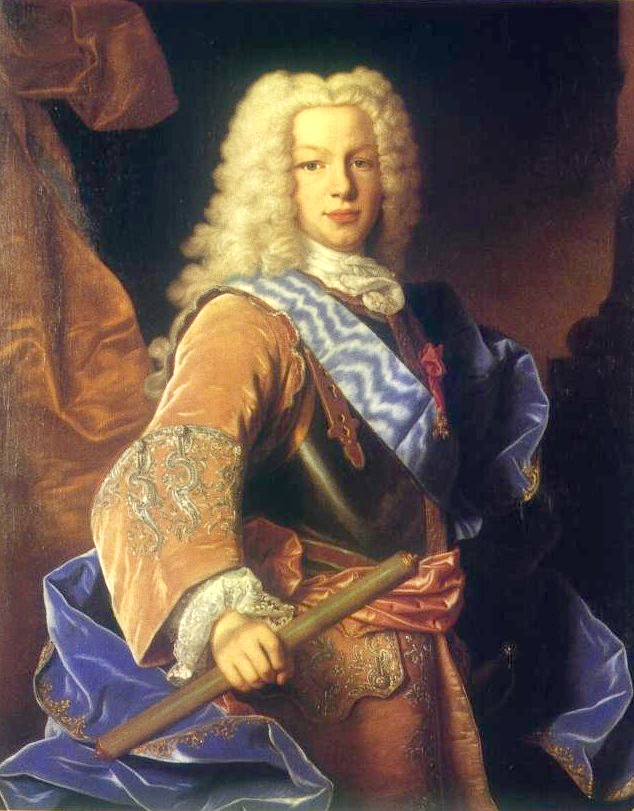
Ferran VI com príncep d'Astúries (1731)
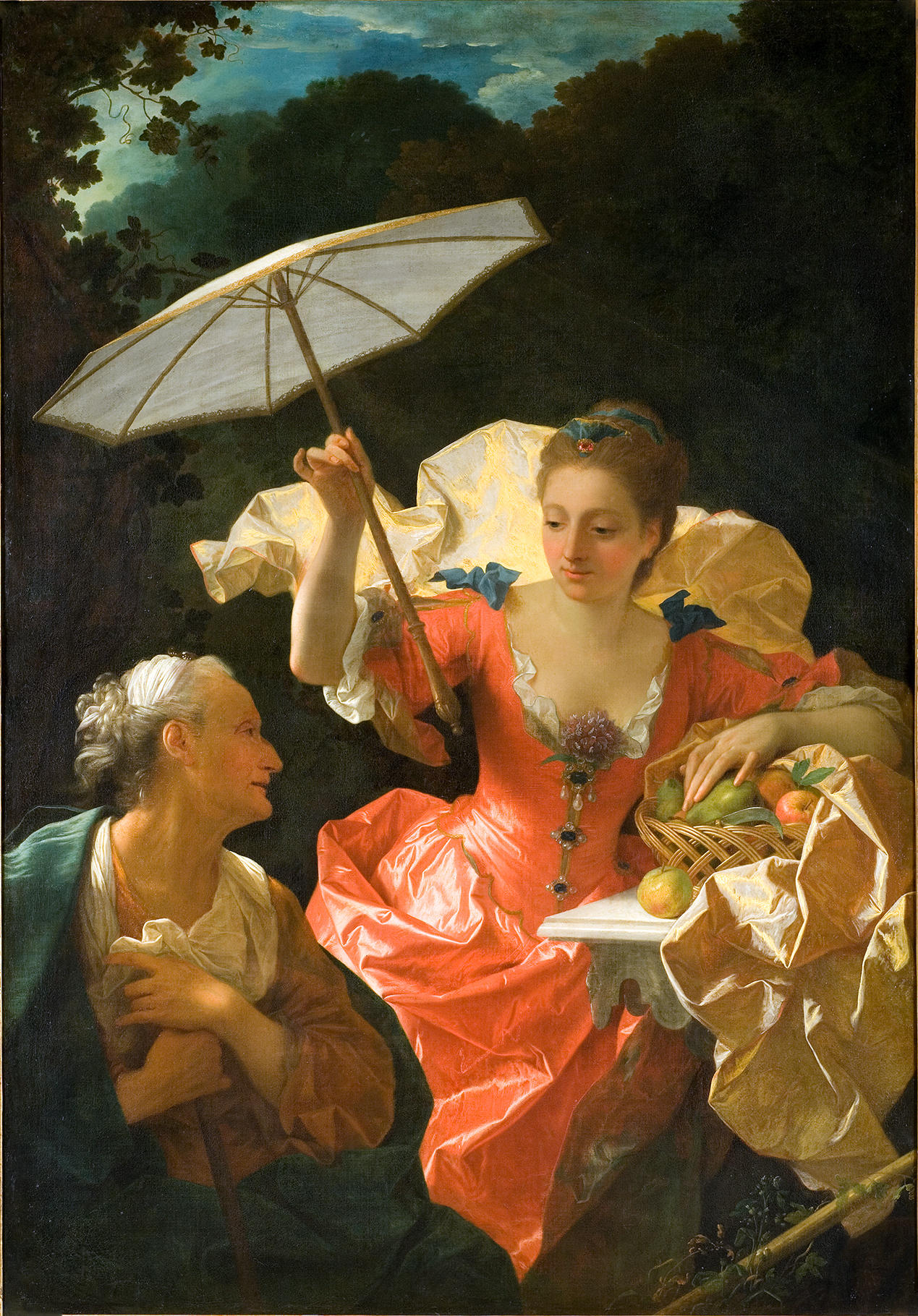
Vertumne & Pomone, Musée Fabre, Montpeller